# Hugo Blaschke
Hugo Blaschke, född 14 november 1881 i Neustadt in Westpreußen, död 6 november 1959 i Nürnberg, var en tysk tandläkare. Han var Adolf Hitlers personlige tandläkare från 1933 till 1945.
Blaschke studerade till tandläkare i Berlin och vid University of Pennsylvania i USA. Därefter innehade han tjänst inom tandkirurgi i London. År 1911 öppnade han sin egen praktik i Berlin. Under första världskriget var han militärtandläkare i Frankfurt an der Oder.
Efter ha behandlat Hermann Göring 1930 anslöt han sig året därpå till NSDAP. År 1933 blev han Hitlers tandläkare. Blaschke anslöt sig 1935 till SS och erhöll sedermera tjänstegraden SS-Brigadeführer (1944).
Efter andra världskrigets slut greps Blaschke av amerikanska trupper i Dorfgastein i Österrike och hölls i fängsligt förvar i drygt tre och ett halvt år. Ur minnet återgav han Hitlers, Martin Bormanns och Joseph Goebbels tandkort för de allierade.
Efter att ha frisläppts i december 1948 öppnade Blaschke en mottagning i Nürnberg.

### Webbkällor
- Dental detective work gets to the root of Hitler mystery
- Hitler's death – Autopsy